# Spragueia grana
Spragueia grana är en fjärilsart som beskrevs av Paul Dognin 1897. Spragueia grana ingår i släktet Spragueia och familjen nattflyn. Inga underarter finns listade i Catalogue of Life.